# Bottrop
Bottrop là một thành phố trong bang Nordrhein-Westfalen của nước Đức. Thành phố có diện tích km², dân số thời điểm cuối năm 2009 là 117450 người.